# Zapadnotibetanski jezici
Zapadnotibetanski jezici, podskupina od (6) tibetanskih jezika iz Indije, Pakistana, Butana i Kine. Poseban ogranak unutar nje čine ladački jezici u Ladak(h)u. Predstavnici su:
a. Ladakhi (3): changthang [cna] (Indija); ladakhi [lbj] (Indija); takpa [tkk] (Kina);
Balti [bft] (Pakistan), ukupno 308,800, uključujući 38.800 u Jammu i Kašmiru (2001 census).;
Purik [prx] (Indija), 	37.700 (2001 census) u distriktu Kargil u sjevernom Kašmiru;
Zangskari [zau] (Indija), 	12.000 (2000), 	Jammu i Kashmir.

## Vanjske poveznice
- Ethnologue (14th)
- Ethnologue (15th)